# Nanette Schechner
 (avril 2024).
Nanette Schechner, nom de scène d'Anna Schechner (née le 3 février 1804 à Munich, morte le 29 avril 1860 dans la même ville) est une chanteuse classique allemande.

## Biographie
Anna Schechner est la fille du mécanicien et inventeur munichois Xaver Schechner. Elle reçoit ses premiers cours de piano et de chant auprès d'un acteur nommé Weber. Elle est ensuite confiée à la chanteuse de théâtre Dorothea Güthe et participe au chœur de l'opéra italien. Son talent est rapidement remarqué, c'est pourquoi le directeur de l'Opéra italien de Munich la confie à l'école de chant de Ferdinando Orlandi pour y poursuivre sa formation. Lorsque la contralto Giuseppina Grassini veut apparaître au début des années 1820 à Munich dans l'opéra Gli Orazi e i Curiazi de Domenico Cimarosa, seul Schechner peut se voir confier le rôle de Curiazio. Bien qu'à peine entraînée, la beauté et la plénitude de sa voix, face aux moyens et capacités de Grassini, déjà vieillissante, éclipsent cette dernière tellement qu'elle chante moins bien que d'habitude. Dès lors, Orlandi accorde une attention particulière à Schechner et lui apprend le solfège, tandis que Domenico Ronconi répète les rôles avec elle. Lorsque, comme avec Grassini, elle chante avec Henriette Méric-Lalande en 1825, elle brille aussi à ses côtés par sa compréhension et sa forte volonté et remporte partout de grands succès. Engagée par l'Opéra Italien en 1821, elle apparaît pour la première fois en juillet 1822 dans le rôle de Servilia dans La clemenza di Tito et est bientôt également Ännchen dans Der Freischütz. À partir du 1er octobre, elle devient membre de l'Opéra allemand, auquel elle est alors affectée exclusivement le 1er juillet 1825.
Elle chante alors Fidelio à l'opéra de Munich avec beaucoup de succès et participe à des tournées (notamment à Stuttgart et Karlsruhe). Au printemps 1826, elle quitte Munich et se rend d'abord à Vienne. Elle fait ses débuts avec un succès remarquable dans le rôle d'Emmeline dans Die Schweizer Familie au Theater am Kärntnertor et est comparée à la jeune Anna Milder. Elle réalise ses plus grands triomphes dans La Pie voleuse de Gioachino Rossini. Mais comme elle ne reçoit aucune offre adéquate, elle s'installe bientôt à Berlin, où elle fait également sensation lors de ses apparitions en 1827 et 1829. Elle peut interpréter les opéras de Gluck et de Mozart avec autant d'assurance que le répertoire français et italien plus récent. Elle apparaît à la fois dans le rôle d'Agathe dans Der Freischütz et dans le rôle de Julia dans La Vestale de Gaspare Spontini.
Lorsque Schechner revient à Munich en 1828, elle doit remplacer Clara Vespermann (de) (morte d'un accident vasculaire cérébral le 6 mars 1827 à 27 ans). Elle incarne désormais Agathe dans Der Freischütz, Fatime dans Obéron, Felicia dans Il crociato in Egitto et Lady Macbeth (dans Macbeth d'Hippolyte André Jean Baptiste Chélard) avec beaucoup de succès.
Schechner est fiancée au chanteur Ludwig Cramolini (de) à Vienne en 1826 et épouse le lithographe et peintre Carl Waagen (de) le 17 octobre 1831 et apparaît désormais sous le nom de Schechner-Waagen. Cependant, sa présence sur scène est moins fréquente en raison de sa grossesse et de problèmes de santé. En 1833, elle apparaît de nouveau dans Iphigénie de Gluck, mais se dépasse avec quelques autres rôles. Comme elle a perdu la voix, elle prend sa retraite le 1er décembre 1834. Nanette Schechner meurt à Munich en 1860 à l'âge de 54 ans, des suites d'une longue maladie.

## Famille
Les fils de Nanette Schechner sont le général de division anobli Gustav von Waagen (de) (1832-1906), le peintre Adalbert Waagen (de) (1834-1898) et le géologue Wilhelm Heinrich Waagen (1841-1900).
La tombe de Nanette Schechner se trouve dans l'ancien cimetière du Sud à Munich (champ funéraire 33, rangée 7, place 34). Le mari de Nanette Schechner, Carl Waagen, et leurs filles Anna et Marie sont également enterrés dans la tombe.